# 李濤 (1950年)
李濤（1950年—），男，河南信陽人，中國文化大學新聞系畢業。曾任TVBS有線電視台2100全民開講節目主持人、前TVBS總經理，對台灣的政治及社會輿論有不少影響。其節目評論對象於西元2000年之前，國民黨執政時以評論國民黨為主；在西元2000年後，評論以陳水扁為首的民進黨政府為主。現職為關懷台灣文教基金會的董事長，長期為偏鄉孩童教育奔走，並推出《善耕台灣》、《熱血老師 翻轉教育》等節目，發掘偏鄉熱血教師故事，且關懷文教基金會長期認養偏遠地區中小學的清寒學生，並持續補助其獎學金。

## 經歷
父親為李正中，河南信陽人，2015年6月24日逝世。
文化大學新聞系時期：中視節目部實習生，工作是節目製作，並演過喜劇《家有嬌妻》（1973年張琍敏成名作）。
因父親反對演戲，轉到華視公關組任職工作，兼做節目企劃，當年崔苔菁最紅的《翠笛銀箏1976年》擔任過企劃。之後轉華視新聞部，當了五年記者。
1983年主持第一個新聞論壇節目《華視新聞追擊》一年半的時間。后在福特六和當公共事務處處長任職近十年。
1985年3月31日，李濤告別新聞採訪工作，任職福特六和公司公共關係處長，也曾主持《李濤新聞廣場》、《華視新聞廣場》及中國廣播公司的節目。
1987年7月2日，李濤與胡茵夢主持國際獅子會第70屆年會在台北市中華體育館舉辦的晚會《台北之夜》。
之後再回電視主持《華視新聞廣場》，同期他還到中廣開了現場Call in的節目《尖峰對話》。
TVBS開播，邱復生請李濤主持《李濤廣場》現場Call in的節目，1994年進一步擴大為每周五天的帶狀call in節目《全民開講》(後易名《2100全民開講》)，1995年出任TVBS總經理。在TVBS主持「2100全民開講」，他自稱身為「2100全民開講」的主持人的態度就是「當個永遠的反對派。」
1995年至2012年4月1日，出任TVBS總經理。
1997年11月18日，白曉燕命案三主嫌之一陳進興闖入南非駐中華民國大使武官卓懋祺家中，挾持卓懋祺一家五口。18日晚間起，國內媒體爭相與陳進興電話連線，李濤甚至當場公佈白冰冰家裡的電話號碼，並要求他撥打，主播與電視台的脫序行為引起社會嘩然，亦導致各界日後一波波對「新聞專業倫理」的批判。
2006年12月20日，TVBS報導「瀝青鴨」事件. TVBS-N頻道播出鴨農使用瀝青作為除毛原料假新聞。任職TVBS總經理期間，旗下記者史鎮康報導了一則黑道分子周政保提供的「獨家新聞」，該則新聞內容為黑道份子於電視節目上公然亮槍恐嚇特定對象，造成社會譁然。中華民國國家通訊傳播委員會批評TVBS此事，李濤為此辭去TVBS總經理職務。2007年4月2日，台灣TVBS正式發佈聲明，總經理李濤請辭獲准，他在辭職聲明中表示，「TVBS同仁一向優秀、認真，此次發生背離專業價值、辜負社會信任的錯誤，本人痛心疾首，責任也應由本人全部承擔，請各界給TVBS新聞團隊一個改正的機會，不要再傷害他們，讓他們證明追求質量的決心。也希望本人的去職，能讓心中只有仇恨的政客及部分病態媒體，放下報復的砍刀，停止對TVBS趕盡殺絕。」
2012年4月1日，李濤卸任TVBS總經理職務。仍擔任2100全民開講主持人，與TVBS關懷文教基金會董事長。
2013年2月18日開始，2100全民開講主持人由董智森代班。
2013年3月11日，他宣佈暫時退出20年2100全民開講節目。
2013年，李濤主持新節目《善耕台灣》，走遍台灣各地探訪偏鄉孩童，拍攝致力於翻轉教育的教師故事。
2016年，關懷台灣文教基金會董事長李濤與人間衛視合作新節目《熱血老師 翻轉學生》，透過節目鼓舞老師們的士氣。
2016年，李濤為偏鄉教育奔走，全台學校巡迴演說，鼓舞老師士氣，並鼓勵多元教學。
2016年12月，李濤率魔法VR巴士至中南部5縣市偏鄉學校，且持續全台巡迴中。

## 主持作品

### 電視節目
| 年份           | 頻道     | 節目                  | 備註                                     |
| -------------- | -------- | --------------------- | ---------------------------------------- |
| 1980年5月23日  | 華視主頻 | 《青年大使》          | 美國楊百翰大學「青年大使」訪問團特別節目 |
|                | 華視主頻 | 《新聞追擊》          |                                          |
|                | 華視主頻 | 《李濤新聞廣場》      |                                          |
|                | 華視主頻 | 《華視新聞廣場》      | 第一任主持人                             |
| 1993年至1994年 | TVBS     | 《李濤廣場》          | 易名《2100全民開講》                     |
| 1994年至2013年 | TVBS     | 《2100全民開講》      | 永久停播                                 |
| 2013年         | TVBS     | 《善耕台灣》          |                                          |
| 2015年9月7日   | 人間衛視 | 《熱血老師 翻轉學生》 |                                          |

## 演出作品

### 配音
| 年份   | 片名           | 角色  |
| ------ | -------------- | ----- |
| 2004年 | 《史瑞克2》    | Doris |
| 2007年 | 《史瑞克三世》 | Doris |

### 音樂錄影帶
| 年 份  | 歌 名                | 歌 手                                              | 導 演 | 備 註 |
| ------ | -------------------- | -------------------------------------------------- | ----- | ----- |
| 2021年 | 謝謝老師(2021加零版) | 李濤／黃子佼／謝祖武／是元介／臺北市三玉國小合唱團 | 學誠  |       |

## 出版作品

### 書籍
| 年份   | 書名                           | 出版社   | ISBN               |
| ------ | ------------------------------ | -------- | ------------------ |
| 1988年 | 《李濤寓言》                   | 時報文化 |                    |
| 1989年 | 《李濤寓言2》                  | 皇冠     | ISBN 9573300303    |
| 1991年 | 《李濤寓言3》                  | 皇冠     | ISBN 9573305178    |
| 1991年 | 《親愛關係Ⅰ》(與李艷秋合著)    | 皇冠     | ISBN 9573306794    |
| 1995年 | 《親愛關係Ⅱ》(與李艷秋合著)    | 皇冠     | ISBN 957331178X    |
| 2014年 | 《幸福一念間：李濤的台灣行腳》 | 天下文化 | ISBN 9789863205692 |

## 曾獲獎項

### 電視金鐘獎
| 年份   | 獲提名                     | 獎項                       | 結果 |
| ------ | -------------------------- | -------------------------- | ---- |
| 1984年 | 《中共留學生心態剖析報導》 | 第19屆金鐘獎採訪獎         | 獲獎 |
| 1989年 | 《華視新聞廣場》           | 第24屆金鐘獎新聞節目主持人 | 獲獎 |

## 家庭
- 1980年與第一任妻子張海倫離婚，未生育子女。
- 1982年12月12日與現任妻子李艷秋結婚，育有一子。